# Paleis Fertőd-Esterházy

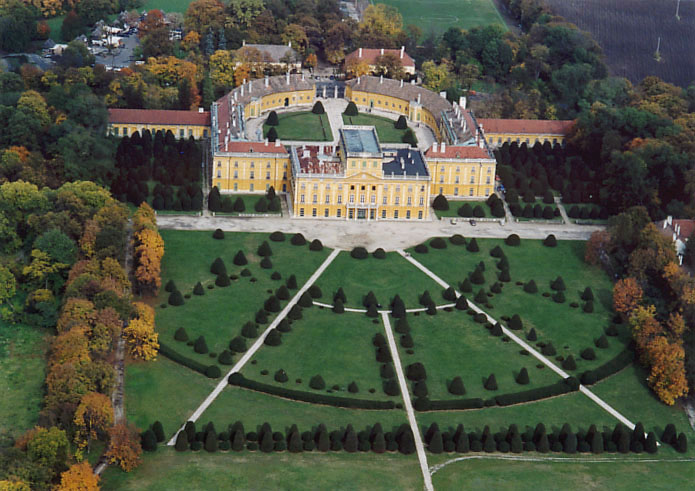
Paleis Fertőd-Esterházy

Fertőd-Esterházy is een paleis gelegen nabij de meest westelijke stad van Hongarije, Sopron. Vlak aan de grensovergang van Burgenland naar Sopron richting Győr op 22 km ligt het imposante kasteel van de Esterházy's te Fertőd.

## De rijke Esterházy-familie

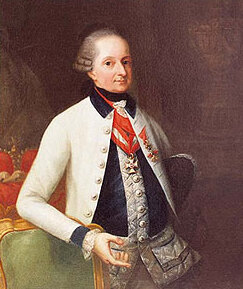
Miklós Esterházy

Fertőd heette vroeger Esterházy, genoemd naar de beroemde vorstenfamilie, aan wie ook het kasteel behoorde.
Het slot, dat tijdens de Tweede Wereldoorlog veel schade opliep, is voor het grootste gedeelte gerestaureerd. Het Barokgebouw met zijn fraaie smeedijzeren toegangspoort in rococostijl - wel het "Hongaarse Versailles" genoemd - trekt veel bezoekers. Niemand minder dan Johann Wolfgang von Goethe vermeldde het in zijn "Dichtung und Wahrheit".
Het paleis dateert uit de tweede helft van de 18e eeuw, toen Miklós Esterházy een van de machtigste mannen van de Habsburgse monarchie was. Hij was een pronkzuchtig man, die aan geld geen gebrek had en dat ook graag liet merken. "Wat de keizer kan, dat kan ik ook!" was zijn stelregel. De familie Esterházy bezat in Oostenrijk en Hongarije samen meer dan 100 kastelen of paleizen.

## Bezichtiging van het paleis
Vanaf de binnenhof leiden twee prachtig uitgewerkte trappen naar de ingang van het paleis dat 126 vertrekken telt. Men kan het paleis slechts onder leiding van een gids bezichtigen. Deze gidsen vertellen hun verhaal in vele talen. Zelfs aan de kassa vraagt men van welke nationaliteit je bent en uw taal - je krijgt een Nederlandstalige pagina met uitleg voor de rondleiding.
De meest opvallende zaal is de grote, vergulde muziekzaal waar Joseph Haydn, die er 30 jaar lang kapelmeester was, zijn concerten gaf.
Naast de muziekzaal ligt de pronkzaal. De deuren die beide zalen scheiden, kunnen worden opengegooid en in de aldus vergrote ruimte worden ook nu nog muziekuitvoeringen gegeven.
In de andere zalen zijn prachtige porseleinen vazen, wandbeschilderingen in Chinese stijl, fresco's aan de plafonds, wandpanelen op zwartgelakt hout in de Chinese salon en grote witte kachels van aardewerk en keramiek.

## Moeilijke werkzaamheden
Niet alle zalen zijn gerestaureerd. Ook de tuinen met paviljoens, vijvers en watervallen gaat men weer in de vroegere staat terugbrengen.
De restauratie is een moeizame opgave, want het paleis werd destijds in een moerassig gebied gebouwd en daarom heeft het ook nu nog veel te lijden van vocht, en sommige vleugels van het kasteel beginnen scheuren te vertonen door verzakkingen in de fundaties. Door wat geldgebrek verlopen de werkzaamheden moeizaam, maar de ruime inkomsten uit het toerisme maken het nog draaglijk.
Rond het paleis ligt een aardig park met rondgesnoeide cipresbomen.
In een zijvleugel van het paleis is een hotel gevestigd.